# Cosmopterix vanderwolfi
Cosmopterix vanderwolfi là một loài bướm đêm thuộc họ Cosmopterigidae. Loài này có ở Puerto Rico.
Con trưởng thanh được ghi nhận vào tháng 8.